# Виогем
ВИОГЕМ (Всероссийский научно-исследовательский институт по осушению месторождений полезных ископаемых, защите инженерных сооружений от обводнения, специальным горным работам, геомеханике, геофизике, гидротехнике, геологии и маркшейдерскому делу, ОАО «ВИОГЕМ») — российский научно-исследовательской институт, решающий комплекс задач научного обеспечения горных работ. Входит в список предприятий стратегического назначения. Основан в октябре 1959 году, головной институт в отрасли, является крупнейшим в СНГ комплексным специализированным центром по решению задач в области горного дела. Расположен в Белгороде.

## Направления деятельности
Институт проводит работы в области осушения месторождений, водопонижения, водозащиты горных выработок, специальных способов проходки горных выработок (тампонирование, замораживание и т.п.) в сложных гидрогеологических условиях, устойчивости бортов карьеров и отвалов, рудничной геологии, прикладной геофизики и маркшейдерского дела.
Маркшейдерский отдел института участвовал в разработке Единых правил по охране недр, в подготовке многих отраслевых документов по рациональному использованию полезных ископаемых при их добыче. Исследования в области горнопромышленной геологии по разработке информационных систем горного производства позволили внедрить на горных предприятиях отрасли компьютерные технологии получения оперативной геолого-маркшейдерской информации, используемой для оптимизации технологических процессов. По состоянию на 2004 год ВИОГЕМа имел 107 патента, 670 изобретений и более 100 проданных лицензий.

## История
ВИОГЕМ создан в 1959 году как комплексная научно-исследовательская и проектно-конструкторская организация, для решения проблем осушения месторождений полезных ископаемых при их освоении (прежде всего месторождений Курской магнитной аномалии) года носил название «ЦНИИгоросушения». Это связано с тем, что в карьерах по добыче железной руды необходима постоянная откачка из карьеров грунтовых вод.
В  1967 после передачи из системы Гостроя СССР в  Минчермет СССР институт получил название ВИОГЕМ, расширил профиль исследований и проектирования. В 1968—1991 годах институт осуществлял координацию научно-исследовательских работ по профилю института на всей территории Советского Союза. В конце 1970-х годов вместе с филиалами в Казахстане и на Украине численность сотрудников превышала 1250 человек. 
В 1990 году на базе института было создано научно-производственное объединение — НПО ВИОГЕМ. 
В 1991 году из объединения выделились: НИИ ВИОГЕМ и акционерные общества — проектный институт, опытно-экспериментальный завод и строительно-монтажное управление.
С 2002 года стало федеральным государственным унитарным предприятием — ФГУП ВИОГЕМ. 
Указом президента РФ № 1009 от 4 августа 2004 г. ВИОГЕМ включён в Перечень стратегических предприятий и акционерных обществ.
В 2011 году ФГУП реорганизовано в открытое акционерное общество — ОАО «ВИОГЕМ».

## Структурные подразделения
Научная часть:
- Лаборатория фильтрационных расчетов и дренажа;
- Лаборатория специальных способов проходки горных выработок;
- Лаборатория водоподавления;
- Лаборатория геофизических методов опробования;
- Лаборатория автоматизации контроля технологии обогащения;
- Отдел геологии и геоинформатики: Лаборатория горнопромышленной геологии и Лаборатория геоинформационных систем;
- Отдел горнобуровых технологий и исследований: Лаборатория гидрогеологических исследований, Лаборатория охраны водных ресурсов и Лаборатория горнобуровых технологий;
- Лаборатория гидрогеологических технологий;
- Лаборатория промышленной гидротехники;
- Маркшейдерский отдел: Лаборатория охраны недр и Лаборатория рационального использования минеральных ресурсов и методики маркшейдерских работ;
- Лаборатория инженерной геологии и геомеханики;
- Лаборатория горного давления и сдвижения горных пород;
- Лаборатория техники маркшейдерских работ.

Проектная часть:
- Технический отдел;
- Сектор изысканий;
- Горно-строительный сектор;
- Сектор дренажных систем;
- Сектор промышленной гидротехники;
- Сметно-экономическая группа;
- Конструкторско-технологическая группа.

Производство:
- Управление горных и строительных технологий;
- Группа изготовления каротажной станции «Карьер»;
- Группа изготовления автоматизированных систем обогатительных фабрик;
- Группа изготовления тампонажных комплексов.